# Char à cerf-volant
Pour les articles homonymes, voir Char (homonymie) et Buggy (homonymie).
Le char à cerf-volant, appelé généralement  kite buggy ou encore buggy ou kart kite et connu en France sous le nom de classe 8, est un véhicule sur roues évoluant grâce à la traction d’un cerf-volant. Sa conception est proche de celle du char à voile. La pratique qui lui est associée peut prendre la forme d'un loisir calme (pour faire des balades) ou d'une activité plus sportive (vitesse et figures acrobatiques), selon le matériel, la force du vent et le tempérament du pilote du char. Il peut aussi être pratiqué sur pelouses, sur sable ou sur macadam, les restrictions principales étant un terrain peu accidenté, assez large et sans obstacles. 
Assis sur le char, le pilote contrôle la direction avec les pieds, au niveau de la roue avant, et le cerf-volant (dit « de traction ») avec les mains. Le pilote n'est pas attaché au buggy (le sanglage au char est rare car il peut être dangereux), et le cerf-volant est attaché par harnais au pilote (sauf pour les débutants), mais jamais au buggy lui-même. La traction passe donc par le corps du pilote.
Il est possible d'atteindre des vitesses de l'ordre de 3 fois la vitesse du vent.
Le record de vitesse de buggy est de 133 km/h, record détenu par Arjen van der Tol dit "Fast Ary" du team Peter Lynn, obtenu aux États-Unis dans un désert du Nevada (sur le site d'IvanPah Drylake).

## Histoire

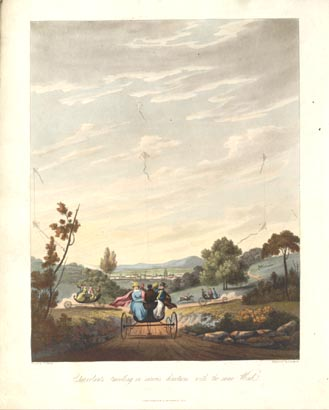
Un « char volant » de 1827

L'ancêtre du char à cerf-volant actuel fut inventé en 1822 par George Pocock, enseignant à Bristol en Grande-Bretagne. Il consistait en une calèche de 4 à 5 places, tractée par deux cerfs-volants cumulant une surface d'environ une douzaine de mètres carrés. Il en aurait déposé un brevet en 1826. Ce moyen de transport était alors plus rapide que les calèches tirées par des chevaux.
L'invention des chars à cerf-volant, sous sa forme actuelle, est généralement attribuée au Néo-Zélandais Peter Lynn, inventeur de cerfs-volants. Son engin, baptisé buggy, fut remarqué lors du Festival international du cerf-volant en Thaïlande en 1990. Cette invention proviendrait d'un projet d'embarcation flottante (kiteboat) à laquelle des roues auraient été ajoutées.

## Description du char
L'International Sailing and Racing Rules (ISRR) définit la classe 8 comme étant un véhicule, avec au moins deux roues, tracté par un cerf-volant. Le cerf-volant est contrôlé par le pilote, mais il n’est pas fixé au véhicule.
Les spécifications sont les suivantes :
- Char
  - Longueur maximum 3,5 m, tout compris.
  - Largeur maximum 3 m, tout compris.
  - Les roues ne peuvent pas être plus grandes que 27 pouces de diamètre, il n’y a pas de restriction à la largeur des pneumatiques. Les roues à rayons de n’importe quel type (par exemple, à rayons ou moulées) doivent être couvertes. Les couvercles ne peuvent s’étendre à plus de 1 cm de l’extérieur du moyeu et atteindre au moins 3 cm de l’intérieur de la jante.
  - L’angle de virage n’est pas limité.
  - Il est permis d’ajouter du lest sur le char, l’ajout maximum sur le poids autorisé est de 5 kg, ce poids ajouté doit avoir une forme arrondie sans coins coupants. Les pièces supplémentaires qui n’ont aucune utilité pour la construction du buggy ne sont pas autorisées. L’ajout de poids mis sur le char ne peut pas être mobile lorsque celui-ci est en mouvement. Aucun poids supplémentaire, porté par le pilote, n'est autorisé.
  - Le poids maximum du char est de 60 kg[1].

- Cerfs-volants et lignes
  - Les lignes de vol sont ces lignes qui relient les poignées ou la barre au système de brides du cerf-volant.
  - Les lignes de vol doivent être directement connectées aux poignées ou à la barre et au cerf-volant, sans rien entre.
  - La longueur est mesurée entre les poignées ou la barre et l’arrière du dernier cerf-volant, la longueur maximale autorisée est de 50 m[1].

## Le char
Les chars à cerf-volant, très différents de ceux à voile, sont généralement des tricycles (une roue avant directionnelle, deux à l'arrière). Les différents modèles peuvent avoir des caractéristiques diverses, selon leur utilisation (macadam, terre, sable mou...), ou leur prix (neuf en France, entre 300 € pour les débutants et le freestyle, et jusqu'à plus de 1 500 € pour les « bêtes de course »). Ils sont généralement d'une longueur de 1,5 à 2 mètres, d'une largeur de 1 à 1,5 mètre, et d'une hauteur de 30 à 40 centimètres. La majorité des chars à cerf-volant sont construits en tubes inox soudés, emboîtés, et vissés, et restent démontables pour un transport facile.
Il existe des modèles construits en acier. Ces derniers réclament un entretien plus rigoureux que ceux en inox, surtout lorsqu'ils sont utilisés en atmosphère saline.
Le pilote est assis un peu en avant de l'essieu des roues arrière, ses pieds reposent sur des cale-pieds soudés directement sur le cadre de la roue avant. Il n'y a pas de palonnier comme en char à voile, ni de freins sur les roues. La fourche avant n'est pas perpendiculaire au sol, ce qui permet son auto-stabilisation : la roue avant reste donc dans l'axe du buggy, même sans intervention du pilote (effet de la chasse et de l'angle de chasse. V. article Géométrie_de_suspension).
Les buggies peuvent être classés en deux types : 
- ceux adaptés au freestyle sont légers, leur longueur et leur axe de roue arrière sont courts, ce qui permet des manœuvres serrées. En contrepartie (ou pour augmenter le plaisir, suivant les goûts), ce type de char est instable et glisse beaucoup.
- ceux adaptés à la course sont plus lourds, et leur longueur et leur axe de roue arrière sont plus longs, ce qui augmente la stabilité et permet de plus grandes vitesses.

Les roues des chars peuvent aussi être très différentes, et dépendent du terrain : sur sable mou, des roues larges et molles permettent de ne pas s'enfoncer, et sur surface dure, les petites roues bien gonflées permettent de grandes vitesses :
- les roues de petit diamètre, larges et crantées, pour macadam ;
- les roues fines et de grand diamètre (comme des roues de vélo), pour autres surfaces dures, également appelées roues lenticulaires ;
- les roues standards ont un diamètre de 40 centimètres sur 8 cm de large, pour terrains divers ;
- les plus grosses tailles permettent le tout-terrain (comme le sable mou), et donnent au buggy l'appellation "big foot".

Il existe 3 formes de big foot, qu'on obtient en utilisant des jantes de différentes largeurs, mais le pneu en lui-même ne change pas. 
- Les bigfoots light (bfl) montés sur des jantes de 2.5 pouces.
- Les bigfoots half (bfh) montés sur des jantes de 4 pouces.
- Les bigfoots full (bff) montés sur des jantes de 8 pouces

Une préférence reste pour celles sans rayons, qui peuvent causer des blessures en cas de casse de la roue, ainsi que pour celles sans crantage, ce qui, en virage, limite l'adhérence mais permet d'éviter les tonneaux.
Des équipements divers peuvent être ajoutés : souvent des garde-boues, des protections pour le fond de siège, des dossiers, des sacs arrière, des straps (courroies) pour bloquer les pieds, un compteur vitesse/distance, et parfois des suspensions...
Les chars peuvent être mis en tandem, soit pour promener un passager, soit pour deux pilotes. Ce dernier mode demande une grande expérience et une bonne communication entre les pilotes.

### Autres formes
- Une variante du buggy est le Crabe (Crab-Buggy), à 3 roues, inventé par Olivier Suire en 2003, dont l'originalité réside dans le fait que le pilote est assis face au cerf-volant (contrairement à la version de Peter Lynn où le pilote se retrouve la plupart du temps avec le cerf-volant sur le côté, générant un certain inconfort). Le véhicule se déplace alors en « crabe », se rapprochant du mode de navigation adopté sur un kitesurf ou un mountain-board.
- Il existe aussi d'autres buggys à 4 roues, ou même à 5 ou 6 roues (plus rares).
- Le kitebike est un buggy à 2 roues, qui se pilote un peu à la façon d'un vélo couché.
- Le Icebuggy, principalement développé au Québec depuis 1996, se pratique sur les lacs glacés et sur la neige durcie. Ils sont aussi utilisés dans des expéditions en milieu nordique. Les roues sont remplacées par des skis équipés de lames au carbure provenant de la compétition en motoneige.
- Des fabrications personnelles augmentent le nombre des variantes, comme les chars à 2 places.

## Le cerf-volant
Le cerf-volant utilisé peut être piloté avec deux, ou de préférence quatre lignes, en aucun cas avec une seule. Si les cerfs-volants à deux lignes sont plus simples d'apprentissage, ils ne disposent pas de freins, ce qui peut rendre leur utilisation dangereuse. Ceux à quatre lignes sont plus complexes et plus chers, mais la différence de sollicitation entre les deux lignes principales (hautes) et les  deux lignes de frein (basses) permet de changer la courbure de l'aile pour diminuer la traction ou inverser le sens de déplacement de l'aile pour la poser au sol en un minimum de temps, ce qui est un gage de sécurité.
Dans le cas de cerfs-volants à quatre lignes, l'usage de poignées 4 fils (par opposition à la barre utilisée en kitesurf) est vivement recommandée en buggy, car on peut piloter avec beaucoup plus de précision. Cela tend à devenir obsolète avec l'arrivée des ailes de foil, dites à caisson qui permettent une grande précision et un réglage de la puissance en utilisant le bordé/choqué(système de poulies permettant de faire varier l'incidence de l'aile et donc, de réguler sa puissance, en changeant son angle d'attaque). Il en existe plusieurs types, les ailes de kite foil, typées compétition permettant une forte vitesse et remontée au vent, mais étant plus compliquée à contrôler, ou les ailes polyvalentes, avec un plus faible ratio, permettant de pratiquer plusieurs disciplines telles que le kitesurf, le snowkite, le montainboard et le buggy. Ces dernières sont plus accessibles, même que des ailes à calage fixe à poignées et non à barres, et constituent un atout majeur en matière de sécurité, grâce à leur forte régulation de puissance. Elles constituent une bonne porte d'entrée dans la discipline, pour les personnes d'autres milieux comme le kite et les novices. On peut également utiliser des ailes de kite à boudin, mais elles ont une moins bonne remontée au vent et sont donc vite limitantes, et ont généralement un fort lift (traction verticale en haut de fenêtre) ce qui peut les rendre dangereuses. 
Sa forme peut varier, du delta (en trains pour gagner de la puissance), aux ailes souples plus courantes :
- Les deltas sont moins puissants et demandent un vent fort, mais sont très rapides et réactifs (ils sont créés à l'origine pour la voltige). Ces cerfs-volants peuvent être mis en 'train', c’est-à-dire les uns derrière les autres pour un seul pilote.
- Les ailes sont moyennement à très puissantes, relativement rapides et remontent mieux contre le vent, et donc sont conseillées pour la pratique du buggy. Elles sont le plus généralement des ailes à caissons (formant alors un profil d'aile d'avion), ou des ailes mono-peau (du type C-Quad ou Nasa-Wing). Ces ailes ont moins de traction verticale (lift) que les ailes "à boudins" ou à caissons fermés utilisées pour le kitesurf ou le mountainboard.

Les surfaces utilisées vont, pour un adulte, de 1,5 à 20 m2, les plus grandes surfaces étant réservées aux experts ; l'utilisation de 3 voiles de tailles différentes, de 2 à 12 m2, suffit déjà pour rouler presque dans toutes les conditions de vent.
Il faut utiliser des lignes solides, permettant des tractions de 80 à 170 kg (voire plus, selon le vent et le type de ligne (principales ou freins)). Leur longueur peut être comprise entre 10 et 50 mètres, 25 étant le compromis généralement choisi.

## Règles de sécurité
Le char à cerf-volant peut être un sport dangereux, de par les vitesses atteintes ou les capacités de traction des ailes. Une partie de la prévention des risques se fait sur l'équipement, un casque étant obligatoire, les gants et chaussures montantes conseillées.
Il est bon, lorsqu'on débute, de commencer par apprendre à maîtriser l'aile, avant de monter dans un buggy. La meilleure aide étant de rencontrer des pratiquants sur le spot même.
Le cerf-volant doit toujours pouvoir être largué. Le bout de harnais ne peut en aucun cas être captif dans une poulie ou autre, il faut utiliser un largueur sous-charge de type wichard ou trellium. L'utilisation du leach peut être une bonne chose s'il y a du monde sur le spot (ou des arbres!).
Enfin, ne jamais se surestimer, être modeste face à la force du vent, sortir une surface adaptée à la vitesse du vent (les plages de vent des voiles sont disponibles sur les sites des fabricants). L'usage d'un anémomètre est recommandé. Éviter les vents irréguliers et le temps orageux. La prudence s'applique aussi dans le respect des autres usagers du spot, comme les piétons ou les cavaliers dont les chevaux peuvent être effrayés.
Les règles de sécurité inhérentes à l'utilisation des cerfs-volants sont bien sûr aussi valables pour la pratique du buggy.

## Maniement
Le char à cerf-volant étant un dérivé des pratiques nautiques, certains termes suivants sont donc repris du monde de la voile.
La difficulté du maniement du char réside principalement dans la synchronisation des mouvements de la voile et de sa traction, en fonction de la position et du mouvement du buggy. En effet, la traction du cerf-volant change suivant sa position par rapport au vent (voir l'article sur le pilotage des cerfs-volants), position qui est dépendante de son rattachement au buggy, qui est lui-même en mouvement. De manière générale, plus le cerf-volant est à l'horizontale, et plus il est à la perpendiculaire du vent, plus la traction est forte (puisque la surface de la toile captant le vent augmente). De plus, le vent relatif dû au mouvement du buggy s'additionne à celui du vent réel. Par exemple, le buggy ne peut aller trop vite dans le sens du vent, car le vent final au niveau de la voile serait celui du vent réel, moins celui du buggy, donc pourrait devenir nul et faire décrocher la voile.
Si la traction est suffisante, le char peut commencer à glisser de travers, ou en arrière, et le pilote peut être désarçonné. La direction et la puissance finale de la traction doivent donc être bien pensées pour éviter les accidents.

### Positions selon le vent

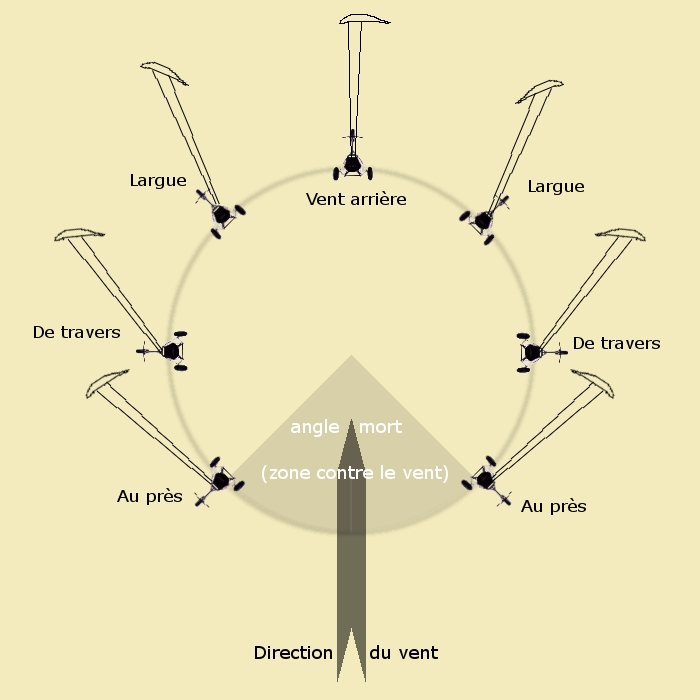
Schéma des allures

Le schéma des allures est donné à titre indicatif, le comportement des cerfs-volants dans ces phases dépend de leurs caractéristiques propres, de leurs réglages, et de la maîtrise des pilotes.
- angle mort : il n'est pas possible d'avancer face au vent, sauf pendant un court moment en cours de virage.

- au près : c'est la remontée au vent. Le cerf-volant doit être à 90° de la direction du buggy (angle maximum pour avancer), ce qui rend le déplacement lent, mais aussi difficile à cause de risque de déventement de l'aile. Les capacités de remontée au vent dépendent du cerf-volant.

- de travers : c'est le cas le plus confortable et le plus rapide avec le largue. Le vent est de côté, et le cerf volant tire légèrement en avant.

- largue : le vent est à 45° vers l'arrière, le cerf volant tire en avant. L'allure est rapide, mais il existe un risque de déventement de la voile si la vitesse du buggy est supérieure à celle de l'aile. C'est l'allure à laquelle la vitesse maximale peut être atteinte, car le vent vitesse s’additionne au vent réel, pour créer un vent apparent très fort. La résultante de ces deux vents fait qu'on finit au près par rapport au vent apparent, alors qu'on était parti au largue par rapport au vent réel.

- vent arrière : dos au vent, le cerf-volant est le plus possible en avant du char. Comme le buggy rattrape alors le cerf-volant, cette allure est très peu utilisée (sauf pendant de courts moments en virage), car le déventement est très probable.

Lors du déventement (vent vitesse > vent réel), la voile tombe et, comme il n'y a pas de frein, le buggy roule sur les fils qui ont tendance à s'enrouler autour de l'essieu de la roue avant rendant le redémarrage compliqué.

### Virages
Les virages se font de deux manières, face (virement) ou dos au vent (empannage). Les virages dos au vent sont les plus faciles, car la voile garde sa traction. Il faut toutefois faire attention aux accélérations brusques, qui sont à prévoir quand la voile change d'orientation par rapport au flux d'air. Il est préférable de tourner en même temps que la voile et d'éviter au maximum le moment ou la voile passe devant le pilote. On peut ainsi, en maniant bien la voile garder une traction constante. Les virages face au vent sont plus complexes et doivent être rapides et courts, pour minimiser le moment où le buggy se trouve dans l'angle mort de traction. Le kite passe alors derrière le pilote (en fait, au-dessus de lui, au zénith).
On peut également utiliser l'empannage rapide, un empannage durant lequel on fait faire une boucle à l'aile (aussi appelé downloop) en faisant partie l'aile dans le sens de la marche pour accélérer durant la manœuvre. Attention c'est une manœuvre dangereuse, car l'aile génère beaucoup de puissance durant la boucle, et si le timing n'est pas respecté, cela peut être dangereux.

### Contournements et croisements d'autres buggys
Si deux Buggys se croisent, celui sous le vent doit incliner son aile pour arriver plus près possible du sol, tandis que le buggy au vent met son aile a 11-10 heures, afin d'éliminer tout risque d'emmêler les lignes. Ce qui prendrait un temps non négligeable à démêler, mais surtout pour éviter les accidents probables et les détériorations de l'aile.

### Divers
Le départ d'un buggy, surtout pour des débutants, est conseillé dans une position de faible traction. Sinon, le risque est d'être désarçonné, ou de perdre le contrôle du buggy sous le coup de l'accélération.
Le ralentissement d'un char peut se faire de différentes manières, selon l'efficacité recherchée. L'utilisation du frein du cerf-volant, ou son positionnement dans zone de faible vent, permet de diminuer la traction, donc la vitesse. Le buggy peut être dirigé vers une allure « au près », à moindre traction. Placer le kite en arrière du buggy est efficace, mais risqué pour le dos. Poser les pieds au sol pour freiner est instinctif, mais à ne faire qu'avec de bonnes chaussures et à petite vitesse ; sinon, la blessure est presque assurée. 
Rouler sur une zone de sable mou, s'il en existe et si le buggy y est sensible, peut aussi aider à ralentir. 
Le plus efficace pour s'arrêter est de se mettre en travers. Au pire, il reste possible de lâcher le cerf-volant pour une urgence, dans ce cas, il reste toujours un risque qu'une autre personne soit blessée par la voile libérée.
En virage, le buggy peut glisser de l'avant ou de l'arrière. La position du pilote sur le buggy est prépondérante pour son contrôle :  une assise vers l'avant diminue l'adhérence de l'arrière, et inversement. Il est donc possible, en virage, de contrôler la glisse par le déplacement du corps en avant ou en arrière.
Enfin, la traction d'un cerf-volant augmentant avec sa vitesse, il est possible de le faire tourner en boucle ou en S, pour une meilleure traction.

### Figures
- le 180° est un demi-tour, mais en dérapage, on termine donc la manœuvre en marche arrière, dans la même direction qu'au début. Il permet de passer de marche avant à marche arrière et vice versa sans s'arrêter et sans changer de sens.
- le 360° est un virage sur 360° en une seule fois, donc avec un passage face au vent.
- Le deux roues peut être pratiqué en augmentant la traction du cerf-volant, pour soulever la roue arrière du côté du vent. Toute la difficulté est bien sûr de ne pas se retourner complètement.
- La marche arrière, comme son nom l'indique, est le déplacement du buggy en sens inverse.
- L' infinity où on envoie l'aile dans le sens opposé au buggy, on fait donc le tour de l'aile, et l'aile fait le tour du buggy. Les places de l'aile et du buggy sont donc inversées, le buggy se retrouve sous le vent de l'aile, et l'aile au vent du buggy.
- Les sauts ne peuvent être faits qu'en attachant le char au pilote. Dans ce cas, la voile peut être assez puissante pour les soulever. C'est alors l'occasion de faire des figures, comme un atterrissage en marche arrière, un 360° en l'air...
- Les rotations aériennes sont des figures complexes dans lesquels le pilote effectue ce que l'on appelle un salto en gymnastique, c’est-à-dire un tour sur soi-même. Il est nécessaire de s'aider du poids de ses jambes pour déclencher la rotation.

## Équipement
En plus du buggy et du cerf-volant (avec 2 ou 4 lignes), la pratique du char nécessite d'autres équipements :
- Le casque est obligatoire en cas de retournement du buggy ; les versions intégrales permettent de protéger le pilote des jets de sable, eau, vase...
- Une combinaison étanche est pratique par temps froid, car l'eau et le vent refroidissent très vite.
- Il est également recommandé de porter des lunettes de soleil car le kite va inévitablement passer devant l'astre. Elles servent aussi à protéger des diverses projections de la roue avant.
- Des chaussures solides (type chaussure de marche) et des gants sont aussi conseillés.
- Le harnais pour se rattacher à la voile, apporte plus de confort aux pilotes, mais il n'est conseillé qu'à ceux qui maîtrisent leur cerf-volant, pour éviter les risques d'être emporté. Le harnais doit de toute façon être équipé pour pouvoir se détacher rapidement de l'aile en cas de problème, même pendant de fortes tractions.

## Compétitions
On peut classer les compétitions selon deux types : les « régates » et les raids. Chaque année, la Transat des Sables voit dans ses rangs de nombreux pilotes de buggy, amateurs ou non, traverser 600 km de désert marocain. Des raids peuvent aussi avoir lieu en France, comme le raid de Barneville-Granville par exemple.
Les régates sont des courses de buggy. Le but est de parcourir un circuit représenté par des balises à contourner, le tout le plus vite possible.

## En France
Un de ses particularités est d'être affiliée a deux fédérations différentes : 
- de par son origine "char" : à la Fédération Française de Char à Voile (FFCV). Il y constitue la classe 8 ;
- de par son origine "cerf volant" : à la Fédération française de vol libre (FFVL).

L'APC8 est une association de pilotes compétiteurs de chars de classe 8.
En France, les spots de buggy kite les plus renommés sont sur les plages du Nord : Berck, Hemmes d'oye à oye plage, Quend, etc.

## Marques
Voici une liste non exhaustive des marques les plus connues :
- Sysmic
- Peter Lynn
- Radsail
- Libre
- Elliot
- Parastorm
- XXtreme
- Cameleon
- Ozone
- PKD
- HQ Kites
- flysurfer.de
- Jojo Wings
- Advance (suisse) pour les voiles
- Flexifoil
- Gin
- Cooper kite
- GT-Race
- MG kite
- VTT (Van Tan Technologies) Texas États-Unis